# 표전문제
표전문제는 조선 초 명나라에 보낸 표전이 문제를 일으켜 두 나라 사이에 불화를 가져온 일이다. 명나라는 표전을 지은 정도전을 명나라로 보내라고 요구했고, 정도전은 이에 대항해 요동정벌을 계획하였다.

## 사건의 발단
표전은 왕가의 서한을 말하는 것으로, 조선 초 명나라에 보낸 표전이 세 번이나 문제를 일으켜 두 나라 사이에 불화를 가져온 일. 명나라는 1396년(태조 5) 2월의 정조표전(正朝表箋), 3월의 국왕의 주청문(奏請文), 97년 12월의 계문(啓文)에 불손한 표현이 있다고 트집을 잡으면서 계속 표전 지은 사람을 잡아보내 사과하라고 요구했다. 특히 첫 번째 표전은 정도전이 지은 것이었는데 명나라에서 그의 소환을 계속 요구하자, 정도전은 이에 대항해 요동정벌을 계획하고 태조의 호응을 받아 병력증강에 힘썼으나, 98년 왕자의 난으로 정도전이 제거되면서 이 문제는 매듭지어졌다.

## 권근의 봉행
권근이 이 문제를 해결하기 위해서 명나라를 방문했으며, 명에 억류되어 있던 오진, 송희정, 권을송, 조서, 곽해룡 등이 10년 만에 귀환할 수 있었다.

## 같이 보기
- 철령위